# Druga pješačka divizija
Druga pješačka divizija je bila pješačka divizija Hrvatskog domobranstva tijekom Drugog svjetskog rata. Formirana je oko 1. kolovoza 1941. sa stožerom u Banjoj Luci, kao nasljednica bivše Vrbaske divizije. 

## Stožer
Divizijski stožer preselio se u Bihać u travnju 1942., a zatim u Bosanski Novi u rujnu iste godine. 7. studenog 1942. stožer se nalazio u Kostajnici, a zatim je 15. srpnja 1943. premješten u Topusko, gdje je bio iskorišten u reorganizaciji 3. gorske brigade oko 1. kolovoza 1943.

## Zapovjednici
- General Dragutin Rumler (kolovoz 1941.)
- Pukovnik Ivan Tomašević (studeni 1941.)
- Pukovnik Walzl (kolovoz 1942.)
- Pukovnik Matija Čanić (rujan 1942. - studeni 1942.)
- Pukovnik Mirko Gregurić (srpanj 1943. - lipanj 1943.)

## Ustroj
Od studenog 1941. do 1. svibnja 1943. divizija je izgledala ovako:
- Divizijski stožer
- 3. pješačka pukovnija (Karlovac)
- 12. pješačka pukovnija (Otočac)
- 15. pješačka pukovnija (Knin)
- 8. topnička skupina (Bihać)
- 10. topnička skupina (Zagreb)